# Chřestýš tygří
Chřestýš tygří (Crotalus tigris) je druh jedovatého zmijovitého hada žijícího na západě Spojených států amerických na území Arizony a v Mexiku. Druhový název tygří odkazuje na úzké hřbetní příčné pruhy připomínající zbarvení tygra.

## Popis
Chřestýši tygří měří 46 až 91 centimetrů, přičemž hlava ve tvaru rýče tvoří asi jednu pětadvacetinu délky. Na chřestýše se jedná o nesmírně malý poměr, je tak druhem s nejmenší hlavou. Zato má však veliké chřestidlo na špičce ocasu, jež je tvořeno zrohovatělými články kůže, a stejně jako jeho příbuzní, i chřestýš tygří s ním pohybuje a vydává tak charakteristický zvuk, cítí-li se ohrožen a varuje tak útočníky. Samci bývají obvykle větší, než samice. Jedná se o živorodý druh.

## Prostředí
Žije v oblastech s nadmořskou výškou 1000 až 5000 metrů nad mořem. Nejčastěji se vyskytuje ve skalnatém a kamenitém prostředí, především ve skalnatých kaňonech, pouštích a občas i na travnatých pláních.

## Jed
Chřestýš tygří se řadí mezi vysoce jedovaté hady. Jed obsahuje velice silné neurotoxiny, mírně se podobají toxinům tvořícím jed chřestýše mohavského (Crotalus scutulatus). U lidí uštknutí tímto chřestýšem vyvolává otoky a bolesti.